# 千葉時胤
千葉 時胤（ちば ときたね）は、鎌倉時代前期の武将。鎌倉幕府御家人。千葉氏第7代当主。『千葉大系図』によれば、千葉成胤の三男とされてきたが、近年になって千葉胤綱（成胤長男）の長男とする見方が有力視されている。

## 略歴
千葉成胤が没した建保6年（1218年）に生まれる。北条氏得宗家当主・鎌倉幕府第3代執権・北条泰時より偏諱を受けて時胤と名乗る。
安貞2年（1228年）、胤綱の死により、千葉介を継承する。嘉禎元年（1235年）、京都において平経高（『平戸記』著者）邸に「千葉介某の手の者」が乱入した（原因は経高の子経氏と千葉氏家臣の間の女性問題であるという）。この時の千葉介はまだ13歳の時胤であった。翌2年（1236年）に下総国一宮である香取社造営（遷宮）の宣旨を受けている。同4年（1238年）には将軍藤原頼経の上洛があり、時胤も供奉する予定であったが、執権である北条泰時の命令によって香取社の造営が終わっていないことを理由に上洛を止められている（この命令の背景には上洛によって香取社の造営が遅れることや千葉氏に対する二重の財政負担につながることを幕府側が危惧したとみられ、後に上洛に従った下総国の地頭に対しても時胤の事例を引きながら帰国するように命令が出されている）。香取社造営中の仁治2年（1241年）に24歳で没し、子の頼胤が跡を継いだ。

## 時胤の系譜の問題
千葉氏の系譜の初期のものと考えられる『神代本千葉系図』などの古い系図では、時胤を胤綱の長男とし、同じ系統の伊豆山権現『般若院系図』では、その弟に頼胤の後見を務めた泰胤（次郎）を配置している。ところが、『吾妻鏡』によれば、胤綱の享年は21であり、建保6年当時はまだ11歳に過ぎない。そこで江戸時代に『千葉大系図』が作成された際に先行系図に誤りがあるとして胤綱と時胤を兄弟として父を成胤とした。ところが、時胤の生まれた年に成胤は死去しており、時胤に「次郎泰胤」と名乗る弟がいるのも誤りであるとして、泰胤を成胤の次郎すなわち「胤綱の弟・時胤の兄」とする系図に“修正”を行った。これは当時『吾妻鏡』が比較的信憑性が高い歴史書として重んじられてきたことによる部分が大きい。
ところが、近年になって鎌倉時代後期の創建であるとは言え、創建当時から千葉氏と密接なつながりを有した本土寺過去帳に胤綱の享年を31とする記述があることが問題視され、『吾妻鏡』が編纂された時に原史料からの引用を誤って「年二十一」（安貞2年5月28日庚子条）としてしまったものを更に『千葉大系図』の編者が信じて引用して、これに合わせる形で“修正”を行ったものと考えられるようになった。
続いて、『神代本千葉系図』と同様、九州千葉氏に伝来された系譜を元に作成されたとみられる別系統の『徳島本千葉系図』『平朝臣徳嶋系図』（いずれも九州千葉氏の庶流である元佐賀藩士・徳島家に伝来した系図）が発見され、そこには胤綱と時胤は『神代本千葉系図』と同じように父子とされており、特に後者に記述された胤綱の享年は本土寺過去帳と合致していることが確認された。本来は千葉氏の宗家（時胤の嫡孫宗胤の直系）でありながら、鎌倉時代末期の一族の内紛で宗家の地位を失って下総本国から切り離された九州千葉氏には信頼性が高い系図史料が伝わっていた可能性が高いとみられている。
また、時胤が胤綱の長男でないとした場合、鎌倉時代後期に千葉氏関係者によって書かれたと言われている『源平闘諍録』にある“千葉氏の当主が長男に継承され続けた”とする記述との矛盾や胤綱の没後「兄」である泰胤が千葉氏を継承できなかったことの説明が付かないという点で問題点が発生するため、「時胤は胤綱の長男・泰胤の兄 」が実際の正しい系譜であると考えられている。なお、胤綱が31歳で没したとすれば、時胤は21歳の時の子となる。